# Paskał
Paskał (bułg. Връх Паскал) – szczyt w Bułgarii, w środkowej części pasma Stara Płanina o wysokości 2029 metrów n. p. m. U podnóży góry wypływa rzeka Paskałska.